# 马克苏
马克苏（法語：Maxou）是法国洛特省的一个市镇，位于该省中部偏南，卡奥尔市区以北，属于卡奥尔区（Cahors）。该市镇总面积12.59平方公里，2009年时的人口为270人。

## 人口
马克苏人口变化图示